# Calomera durvillei
Calomera durvillei es una especie de escarabajo del género Calomera, familia Carabidae. Fue descrita científicamente por Dejean en 1831.
Esta especie habita en Indonesia, Nueva Guinea e Islas Salomón.